# Дерзкий (миноносец)
«Дерзкий» (болг. Дръзки) или «Дръзки» — миноносец военно-морских сил Болгарии, служивший в болгарском флоте с 1908 года по 1950 годы, и являвшийся головным кораблём в серии миноносцев одноимённого типа.
Прославился своими действиями в Первой Балканской войне, когда 8 ноября 1912 года под командованием мичмана 1-го ранга Георгия Купова нанёс серьёзные повреждения турецкому бронепалубному крейсеру «Хамидие», который занимался охраной турецких военных транспортов, шедших из Кюстендже в Стамбул, и вёл морскую бомбардировку Варны и Балчика.

## Подготовка к строительству
В 1903 году, несмотря на споры в болгарской общественности по поводу необходимости образования военно-морского флота и возможного расхищения государственных средств, правительство Болгарии начало вести переговоры с французской судостроительной компанией «Schneider & Co» по вопросу о строительстве серии миноносцев. В начале 1904 года болгарские представители во главе с капитаном 1 ранга Пишоном (французом на болгарской службе) подписали договор о строительстве трёх однотипных кораблей. В 1905 и 1906 годах тайно через Босфор миноносцы были доставлены по частям в Болгарию, где были собраны и спущены на воду. Один из этих кораблей получил название «Дръзки» («Дерзкий»). Болгарское правительство заказало тем временем ещё три миноносца, которые вошли в состав флота в 1909 году. По этому проекту французская фирма «Schneider & Co» построила несколько миноносцев и для Турции, среди которых выделялся «Демир-Хисар», отличившийся в Первой мировой войне. Всего болгары успели незадолго до начала Первой мировой войны построить шесть кораблей — «Дерзкий» (болг. Дръзки), «Смелый» (болг. Смели), «Храбрый» (болг. Храбри), «Строгий» (болг. Строги), «Летящий» (болг. Летящи) и «Шумный» (болг. Шумни). Вместе с учебным крейсером «Надежда» они сформировали мобильную оборону флота и морскую часть, которая участвовала в Балканских войнах и Первой мировой войне.

## История корабля

### Балканские войны
Во время Балканских войн турецкому флоту нужно было не только подавить уступавший ему многократно по численности и техническому оснащению болгарский флот, но и обеспечить защиту левого фланга турецких войск во Фракии, организовать бомбардировку болгарского побережья и обеспечить возможность высадки турецких войск. Ещё одной задачей являлась охрана единственного прямого маршрута поставки военных припасов из Германии через порт Кюстендже в Стамбул.
7 ноября 1912 года в штабе болгарских ВМС было объявлено, что в Кюстендже направляются два египетских корабля с припасами для турок. Четыре миноносца — «Летящий», «Смелый», «Строгий» и «Дерзкий» — под командованием капитана 2 ранга Димитра Добрева, получили задачу перехватить корабли у болгарского побережья. В ночь на 8 ноября против миноносцев вышел корабль сопровождения конвоя — турецкий бронепалубный крейсер «Хамидие» под командованием капитана Хусейна Рауф-бея, одного из лучших турецких капитанов. В 00:43 болгары атаковали крейсер, выпустив по нему торпеды: первым атаковал флагман «Летящий» с расстояния в 500—600 метров, но торпеда не попала в цель, поскольку турецкий крейсер успешно маневрировал. Турки открыли ответный огонь по болгарским судам, в ответ на что «Смелый» с 300 метров и «Строгий» со 100 метров выпустили свои торпеды, но и они не достигли крейсера, а «Смелый» получил попадание.
«Дерзкий» под командованием мичмана I ранга Георгия Купова, несмотря на ожесточённый турецкий огонь, подобрался на расстояние в 60 метров и атаковал в упор, выпустив торпеду. Та угодила в носовую часть «Хамидие», что привело к взрыву и образованию огромной пробоины, и нос крейсера почти целиком погрузился в воду. Команда «Дерзкого» готовилась добить судно, но на помощь турецкому крейсеру подошли ещё четыре противоминоносных корабля, которые и не позволили болгарам потопить «Хамидие» окончательно. Турки отбуксировали повреждённый крейсер кормой вперёд, причём именно спокойной море не позволило кораблю уйти на дно. Болгары в этом бою потеряли одного раненого в составе экипажа миноносца «Смелый», а на «Дерзком» был повреждён дымоход. Потери турок в личном составе — восемь человек убитыми и тридцать ранеными. После ремонта «Хамидие» продолжил бои против греков в Эгейском, Средиземном и Ионическом море, а в 1938 году нанёс визит дружбы в Варну.
Победа болгарских миноносцев над «Хамидие» стала второй победой с момента освобождения Болгарии от турецкого ига в 1878 году (первую победу болгары одержали в 1885 году, когда моряки речной флотилии во время сербско-болгарской войны сумели отразить три сербских штурма города Видин). Сильный моральный удар турецким войскам не был нанесён, но это в значительной мере парализовало действия турецкого флота и ускорило завершение войны.
Во Второй Балканской войне, в которой Болгария воевала против своих бывших союзников и Турции, вся Дунайская флотилия была затоплена болгарами в реке Русенски-Лом, но миноносцы и крейсер «Надежда» сбежали в Севастополь.

### Первая мировая война
«Дерзкий», как и другие миноносцы, участвовал в Первой мировой войне и занимался постановкой мин у болгарского побережья. После того, как 1 сентября 1916 болгарами был занят оставленный румынами город Кранево, 5 сентября отряд миноносцев и три гребные лодки приняли участие в первом болгарском морском десанте. Передовой отряд численностью 235 человек высадился в Балчике, а затем на следующий день ещё 510 человек высадились в Балчике, Каварне и Калиакре, разбив превосходящие силы противника и захватив склад с запасами продовольствия, что позволило поддержать наступление 3-й болгарской армии в Добрудже.
С 18 по 19 октября 1916 миноносцы «Дерзкий», «Строгий», «Смелый» и «Летящий» под командованием капитан-лейтенанта Рашко Серафимова устанавливали 25 мины в водном районе у местечка Татлыджик к югу от Констанцы, чтобы не позволить русским войскам обстреливать болгарские части. Склад в Кюстендже был взорван. Ещё до этого, 11 сентября, на русской мине подорвался «Шумный». С 16 октября к юго-западу от Кюстендже у села Первели морская пехота в составе 1-й портовой роты, усиленная пулемётным взводом 8-го приморского полка вела бои против превосходящих румынских сил, пользуясь поддержкой болгарского флота.
Нейиский договор, подписанный в 1918 году, привёл к тому, что болгарский флот прекратил существование, хотя ещё до этого, 28 ноября 1918, «Летящий» разбился о скалы, а крейсер «Надежда» сбежал в Севастополь, где был пущен на слом в 1930-е годы. «Дерзкий» в итоге был переквалифицирован в патрульное судно. Как выяснилось в 1944 году, на корабле в 1930—1931 годах служил поэт Никола Вапцаров.

### Вторая мировая война
15 октября 1942 на «Дерзком» прогремел взрыв боекомплекта, и корабль затонул в Варне. Его удалось поднять, отремонтировать и вернуть в состав болгарского флота, но в 1944 году его уже переквалифицировали в судно-мишень. После свержения царского правительства новые власти задумались об окончательном списании судна и исключении из флота.

### После войны
В 1950 году всё вооружение было снято с корабля. Однако в 1957 году было принято решение увековечить память «Дерзкого» — одно орудие, дымовая труба, табличка с именем и ряд элементов корабля были установлены на миноносец «Строгий», который был переквалифицирован в корабль-музей и 21 ноября 1957 года стал экспонатом военно-морского музея Варны. В настоящее время корабль находится на суше и является единственным болгарским кораблём начала XX века, сохранившимся до наших дней (миноносец «Храбрый» был разобран в 1962 году). В настоящее время военно-морской музей Варны входит в Список национальных туристических объектов Болгарии.
С 1957 года по 1985 год имя «Дерзкий» носил сторожевой корабль проекта 50.
С 2006 года имя «Дерзкий» носит фрегат типа «Вилинген» флота Болгарии, купленный у Бельгии в 2006 году (кодовый номер — F41).